# آلفرد ولپیان
آلفرد ولپیان (فرانسوی: Alfred Vulpian‎؛ ‏ ۵ ژانویهٔ ۱۸۲۶ – ۱۸ مهٔ ۱۸۸۷) متخصص مغز و اعصاب، روان‌پزشک و کالبدشناس اهل فرانسه بود. او کاشف آدرنالین در مغز غده فوق کلیوی بود و نخستین کسی بود که از اصطلاح «فیبریلاسیون» برای توصیف یک ریتم نامنظم آشفته قلب استفاده کرد.
وی همچنین برندهٔ جوایزی همچون لژیون دونور (افسر) شده است.